# Liste von Militärs/V

## Va
- Vācietis, Jukums (1873–1938), sowjetischer General; 1918/19 Oberbefehlshaber und Oberkommandierender der russischen Streitkräfte; hingerichtet
- Vad, Erich (* 1957), Oberst der Bundeswehr, militärpolitischer Berater der Bundeskanzlerin Angela Merkel
- Vahl, Herbert-Ernst (1896–1944), Generalmajor der Waffen-SS
- Vaillant, Jean-Baptiste (1790–1872), französischer General; Marschall von Frankreich
- Valdivia, Pedro de (1497–1553), spanischer Soldat und Konquistator, erster Gouverneur von Chile
- Valée, Sylvain-Charles, comte (1773–1846), französischer General; Marschall und Pair von Frankreich
- Valence, Cyrus-Marie-Alexandre de Timbronne, comte de (1757–1822), französischer General; 1773 Gouverneur der École Royale Militaire
- Valentini, Georg Wilhelm, Freiherr von (1775–1834), General; Militärhistoriker und Schriftsteller
- Vandamme, Dominique-Joseph-René, Graf von Hüneburg (1770–1830), französischer General in den Napoleonischen Kriegen
- Vandenberg, Hoyt S. (1899–1954), US-amerikanischer 4-Sterne-General; Luftwaffenkommandeur im Zweiten Weltkrieg; CIA-Direktor; Chef des Stabes der US-Luftwaffe
- Vandervoort, Benjamin H. (1917–1990), US-amerikanischer Fallschirmjägeroffizier im Zweiten Weltkrieg
- Van Dorn, Earl (1820–1863), General der Konföderation im Amerikanischen Bürgerkrieg; im Streit erschossen
- Ulrich Varnbüler von und zu Hemmingen (1907–1986), deutscher Brigadegeneral des Heeres der Bundeswehr
- Vauban, Sébastien Le Prêtre, marquis de (1633–1707), französischer General und Festungsbaumeister Ludwigs XIV.; Marschall von Frankreich
- Vaudoncourt, Guillaume de (1772–1845), französischer General und Kriegshistoriker
- Vaughan, Sir John KCB (1747/48–1795), britischer General im Amerikanischen Unabhängigkeitskrieg und auf den Westindischen Inseln

## Ve
- Veeser, Kurt-Josef (1930–1994), deutscher Brigadegeneral des Heeres der Bundeswehr
- Vega, Gariclaso (um 1500–1536), spanischer Feldherr
- Vega, Jurij (1754–1802), österreichisch-slowenischer Artillerie-Mathematiker
- Vendôme, César de Bourbon, duc de (1594–1665), Großadmiral von Frankreich
- Vendôme, Louis-Joseph, duc de (1654–1712), führender französischer General im Spanischen Erbfolgekrieg
- Verdy du Vernois, Julius von (1832–1910), preußischer General und Kriegsminister 1889–1890
- Verhuel, Carel Henrik (1764–1845), holländisch-französischer Admiral und Diplomat
- Verner, Waldemar (1914–1982), Admiral der Volksmarine der DDR
- Vernon, Edward R.N. (1684–1757), britischer Vizeadmiral und Parlamentsmitglied
- Vetter von Doggenfeld, Anton (1803–1882), ungarischer Feldmarschalleutnant

## Vi
- Vian, Sir Philip GCB KBE DSO (1894–1968), britischer Flottenadmiral im Zweiten Weltkrieg.
- Videla Redondo, Jorge Rafael (1925–2013), argentinischer General und Diktator.
- Vieilleville, François de Scépeaux-Durtal, seigneur de (1510–1571), französischer Staatsmann und Diplomat; Marschall von Frankreich.
- Vieira, João Bernardo (1939–2009), guinea-bissauischer Politiker und General; 1980–1999 Staatspräsident.
- Viereck, Karlheinz (* 1951), deutscher Luftwaffengeneral; Kommandeur der EUFOR-Mission im Kongo 2006.
- Vietinghoff-Scheel, Heinrich Gottfried von (1887–1952), deutscher General im Zweiten Weltkrieg; 1943 Generaloberst; 1944 Oberbefehlshaber Südwest der Heeresgruppe C.
- Vietinghoff gen. Scheel, Hermann Freiherr von (1829–1905), königlich preußischer Generalleutnant.
- Vietinghoff gen. Scheel, Hermann Freiherr von (1851–1933) preußisch-deutscher General der Kavallerie; Kommendator des Johanniterordens.
- Villaret de Joyeuse, Louis Thomas (1747–1812), französischer Admiral; Kommandeur der französischen Flotte in der Schlacht bei Ouessant (Seeschlacht vom 13. Prairial, Glorious First of June).
- Villars, Claude-Louis-Hector, duc de (1653–1734), Marschall von Frankreich; einer der berühmtesten Generale der französischen Geschichte; Spanischer Erbfolgekrieg.
- Villeneuve, Pierre de (1763–1806), französischer Admiral; Nelsons Gegner bei Trafalgar.
- Villeroy, François de Neufville, duc de (1644–1730), Marschall von Frankreich.
- Villeroy, Nicolas de Neufville, duc de (1598–1685), Marschall von Frankreich.
- Vincent, John (1764–1848), britischer General; Offizier der Napoleonischen Kriege und des Kriegs von 1812 mit den USA.
- Vitelleschi, Giovanni (1390–1440), italienische Condottiere; Kardinal.

## Vl
- Vlastimir (~790–860) serbischer Groß-Župan und Feldherr

## Vo
- Vogel von Falckenstein, Eduard (1797–1885), preußischer General
- Vogl, Hanns (* 1920), deutscher Brigadegeneral des Heeres der Bundeswehr
- Võ Nguyên Giáp (1911–2013), vietnamesischer General und Guerillakämpfer
- Vollmer, Jörg (* 1957), deutscher Brigadegeneral der Bundeswehr
- Voigts-Rhetz, Konstantin Bernhard von (1809–1877), preussischer General
- Vojislav, Stefan (~1000–1060) serbischer Groß-Župan und Feldherr
- Voß, Hans (1894–1973), deutscher Konteradmiral der Kriegsmarine

## Vu
- Vukasović, Joseph Philipp, Freiherr (1755–1809), k. k. Feldmarschallleutnant; Ritter des Maria Theresien-Ordens; erlegen seinen in der Schlacht bei Wagram erhaltenen Wunden